# Sadao Watanabe
Sadao Watanabe (en japonés:渡辺 貞夫, 1 de febrero de 1933) es un músico de jazz japonés que toca el saxofón alto, el saxofón sopranino y la flauta. Es conocido por sus grabaciones de bossa nova, aunque su obra abarca muchos estilos, con colaboraciones de músicos de todo el mundo.

## Biografía
Watanabe nació el 1 de febrero de 1933 en Utsunomiya, Japón. Su padre era músico profesional, cantaba y tocaba la biwa. Desde muy joven se sintió atraído por el jazz, en parte debido a la fuerte influencia cultural derivada de la presencia estadounidense de posguerra en Japón.
Watanabe aprendió a tocar el clarinete cuando estaba en el instituto, tras convencer a su padre durante seis semanas para que le comprara un instrumento de segunda mano, y más tarde el saxofón alto después de ver la película "The Birth of the Blues"
En 1951, Watanabe se trasladó a Tokio y empezó a tocar el saxofón alto. Comenzó a estudiar la flauta en 1953 con Ririko Hayashi, de la Orquesta Filarmónica de Tokio. Se unió al Cozy Quartet de Toshiko Akiyoshi y comenzó a dirigir el grupo cuando Akiyoshi se trasladó a los Estados Unidos. En 1958 ya había actuado con destacados músicos y cuartetos. En 1961 se publicó el primer álbum de Watanabe como líder, el autotitulado Sadao Watanabe.
En 1962 dejó Japón para estudiar en el Berklee College of Music de Boston. Los estudios le llevaron a ampliar su ámbito estilístico, que empezó a incorporar la música brasileña. Durante su estancia en Estados Unidos, Watanabe trabajó con Gary McFarland, Chico Hamilton y Gábor Szabó.
De vuelta a Tokio, Watanabe se convirtió en el director del nuevo Instituto Yamaha de Música Popular, una escuela que basaba su plan de estudios en el de Berklee.
Su álbum Jazz & Bossa desencadenó una ola de bossa nova en Japón. Su carrera internacional comenzó con actuaciones en el Festival de Jazz de Newport a finales de los años 1960.
A partir de 1966, Watanabe realizó giras por Japón e internacionales con su propio cuarteto tocando bop, música brasileña, jazz-rock, soul y música pop. Tocó con el quinteto de John Coltrane en Tokio mientras el grupo realizaba una gira por Japón en 1966. Cuando Watanabe tocó en el Festival de Jazz de Newport en 1970, ya era un intérprete de jazz muy conocido y a menudo muy apreciado.
En 1969, Watanabe comenzó a trabajar a tiempo parcial como locutor de radio, promoviendo el jazz en todo Japón. A partir de 1972, su programa My Dear Life se emitió durante 20 años. Siguió actuando a nivel internacional, incluyendo actuaciones en el Festival de Jazz de Montreux y el Festival de Jazz de Newport. En 1970, publicó su álbum Round Trip, con Chick Corea, Jack DeJohnette y Miroslav Vitouš.  Watanabe siguió actuando y grabando a lo largo de las décadas de 1970 y 1980, acumulando un catálogo de más de 70 álbumes como líder.
A partir del álbum PASTORAL, publicado en 1969, trabajó en la creación de un sonido que iba más allá del llamado "jazz", y el álbum Sadao Watanabe Recital, publicado en 1977, ganó el Gran Premio del Festival de Arte. Su álbum de fusión California Shower (1978), con Lee Ritner, Chuck Rainey, Herbie Mason, Dave Grusin y otros, fue un raro éxito en el mundo del jazz. California Shower también fue interpretada en el drama televisivo Crossroads, protagonizado por Shinichi Chiba en el mismo año, en el que también aparecía Masao Kusakari, que también apareció en los anuncios. Inusualmente para los intérpretes de jazz, que suelen estar orientados al arte y la artesanía, también es activo en los medios de comunicación, apareciendo en anuncios y programas de televisión.
Más de diez álbumes alcanzaron el top 50 de las listas de Billboard y dos álbumes llegaron al top 10. También tuvo varios álbumes que alcanzaron los primeros puestos de las listas de jazz. Entre sus distinciones se encuentran la Medalla de Honor de Japón por su contribución a las artes y el Premio Fumio Nanri.
Se apresuró a absorber la esencia de la música del mundo, incluida la africana, y la reflejó en su propio mundo musical. También utiliza la palabra suajili jambo en sus saludos.
En los años siguientes, Watanabe grabó más de sesenta álbumes como director de banda; recibió premios por sus logros tanto en Japón como en Estados Unidos, incluido un doctorado honorario del Berklee College of Music (1995).
Desde 1995 ha impartido talleres para niños y ha participado en conciertos benéficos como el de Kids for Banbini en Italia. En 2005, se le concedió la Orden del Sol Naciente. En el ámbito del jazz, participó en 166 sesiones de grabación entre 1954 y 2016, según Tom Lord.
En 2005, fue el director general del proyecto de exposición del gobierno en la Exposición Internacional de Japón 2005 "EXPO 2005 AICHI, JAPÓN", donde compuso la música de la canción "Share the World - Kokorotsu Tsunade". 
En 2008, actuó en Expo Zaragoza con un coro de más de 300 niños de la ciudad que cantaron en japonés. El espectáculo se denominó 'Share the World' e incluía la actuación de la guitarrista Kaori Muraji. La producción y coordinación de la parte española fue realizada por Santiago Pérez Risco.
Además de su carrera musical, Watanabe ha publicado seis libros de fotografía en Japón.
Sadao Watanabe se encarga de la cátedra de jazz en la Escuela Superior de Música de Kunitachi desde 2010.
En 2014, Sadao Watanabe visitó Indonesia, en una de las cuales tocó en el Java Jazz Festival 2014 en JIExpo Kemayoran, en el centro de Yakarta, el sábado 3 de enero. A la edad de 81 años, Sadao Watanabe siguió entreteniendo animadamente a la audiencia. Actuó con su saxofón alto en el escenario C2 Brava Esquire Hall.
En los últimos años, se ha dedicado a promover la música entre los jóvenes. También es la personalidad detrás del programa Sadao Watanabe Nightly Yours en las emisoras de radio miembros de JFN y es miembro del Comité de Deliberación de Programas de TOKYO FM.

## Honores
- En abril de 1984 se concedió el primer Premio de Honor de los Ciudadanos de Utsunomiya.
- Premio Ciudadano Honorario de Los Ángeles, mayo de 1988.
- En noviembre de 1995, se le concedió la Medalla con Cinta Púrpura.
- En 1996 se le concedió el título honorífico de doctor en Música por el Berklee College of Music, de Estados Unidos.
- En junio de 2002, recibió el primer Premio de Honor de los Ciudadanos de la Prefectura de Tochigi.
- En 2005, en reconocimiento a sus logros, en noviembre se le concedió la Orden del Sol Naciente, Rayos de Oro con Roseta.
- En abril de 2011, fue nombrado profesor invitado para la "Especialización de Jazz" que se creará en la Escuela Superior de Música Kunitachi.
- En junio de 2014 fue nombrado ciudadano honorario de la prefectura de Tochigi.[10]
- En octubre de 2015, el Gobierno brasileño le concedió la Orden Nacional de Río Branco.